# La Chute des Mohicans
Pour les articles homonymes, voir Le Dernier des Mohicans (homonymie).
Pour plus de détails, voir Fiche technique et Distribution.
La Chute des Mohicans, également connu sous le titre Le Dernier des Mohicans (Uncas, el fin de una raza) est un western spaghetti hispano-italo-français réalisé par Mateo Cano et sorti en 1965.
Inspiré du roman homonyme de James Fenimore Cooper, le film est sorti la même année qu'un autre film homonyme Le Dernier des Mohicans de Harald Reinl.

## Synopsis
En 1757, les troupes françaises prennent possession du fort William Henry. Le colonel britannique George Monro et ses deux filles sont capturés par le marquis de Montcalm et transmis au chef huron Renard subtil.

## Fiche technique
Sauf indication contraire, les informations mentionnées dans cette section peuvent être confirmées par la base de données cinématographiques IMDb,  présente dans la section « Liens externes ».
- Titre français : La Chute des Mohicans ou Le Dernier des Mohicans[1]
- Titre original espagnol : Uncas, el fin de una raza[2]
- Titre italien : L'ultimo dei Mohicani[3]
- Réalisation : Mateo Cano
- Scénario : Alain Baudry, Vinicio Marinucci (it)
- Photographie : Carlo Carlini
- Montage : Antonio Gimeno
- Musique : Bruno Canfora, Angelo Francesco Lavagnino
- Décors : José Antonio de la Guerra
- Maquillage : Adolfo Ponte
- Production : Angelo Faccenna, Marius Lesœur, Georges Grossfeld
- Sociétés de production : Eguiluz Films, Ital Caribe Cinematografica, Eurociné
- Pays de production :  France -  Italie -  Espagne
- Langue originale : espagnol
- Format : Couleur (Eastmancolor) - 2,35:1 - Son mono - 35 mm
- Durée : 112 minutes[2]
- Genre : Western spaghetti
- Dates de sortie :
  - Italie : 20 août 1965
  - France : 22 septembre 1965[1]
  - Espagne : 13 décembre 1965 (Madrid)
- Affiche : Constantin Belinsky (France)

## Distribution
- Jack Taylor : Duncan Edward
- Paul Müller (VF : Jean Martinelli) : Colonel Munro
- Sara Lezana (VF :Arlette Thomas): Cora Munro
- Daniel Martín (VF : Jean-Louis Jemma) : Uncas
- José Manuel Martín (VF : Rene Beriard): Renard subtil (en)
- Barbara Loy : Alicia Munro
- Luis Induni (VF : Michel Gatineau) : Œil-de-Faucon (en)
- José Marco (VF : Jean-Claude Michel) : Chingachgook (en)
- Modesto Blanch (VF : Jacques Hilling): Brancourt aide de camp de Montcalm
- Pedro Rodríguez de Quevedo (VF : Guy Pierrault) : Général Webb
- Rufino Inglés : Le docteur
- Alfonso del Real (VF : Jacques Hilling) : Higgins
- José Riesgo : Un soldat
- Lorenzo Robledo : Le commandant Anglais
- Pedro Fenollar : un officier français
- Pastor Serrador (VF : Gabriel Cattand) : Louis-Joseph de Montcalm
- Carlos Casaravilla (VF : Gérard Férat) : Tamenund
- Ricardo G.Lillo (VF : Pierre Leproux) : capitaine Pitt
- Jose Villasante (VF : Georges Aminel): chef Delaware